# Bất đẳng thức Newton
Bất đẳng thức Newton được đặt theo tên của nhà toán học và vật lý học thiên tài người Anh Isaac Newton. Nếu cho a1,.........,an là các số thực và cho σk là hàm đối xứng cơ bản thứ k trong các số a1,.........,an  thì các giá trị trung bình đối xứng cơ bản, được tính bởi
{\displaystyle S_{k}={\frac {\sigma _{k}}{\binom {n}{k}}}}
Trong đó::{\displaystyle {\binom {n}{k}}={\frac {n!}{k!(n-k)!}}} được gọi là tổ hợp chập k của n phần tử.
thỏa mãn bất đẳng thức
{\displaystyle S_{k-1}S_{k+1}\leq S_{k}^{2}}
(Trường hợp xảy ra đẳng thức: khi và chỉ khi các số thực a1,.........,an đều bằng nhau)